# ریک لاتزیو
ریک لاتزیو (انگلیسی: Rick Lazio؛ زادهٔ ۱۳ مارس ۱۹۵۸) سیاست‌مدار اهل ایالات متحده آمریکا است. او عضو مجلس نمایندگان ایالات متحده آمریکا از ایالت نیویورک، از حزب جمهوری‌خواه است.